# Temporada 1986-87 de los Milwaukee Bucks
La temporada 1986-87 fue la decimonovena de los Milwaukee Bucks en la NBA. La temporada regular acabó con 57 victorias y 25 derrotas, ocupando el segundo puesto de la Conferencia Este, clasificándose para los playoffs, en los que cayeron en las semifinales de conferencia ante los Boston Celtics.

## Elecciones en elDraft
| Ronda | Puesto | Jugador      | Posición | Nacionalidad   | Universidad      |
| ----- | ------ | ------------ | -------- | -------------- | ---------------- |
| 1     | 22     | Scott Skiles | Base     | Estados Unidos | Michigan State}} |
| 2     | 45     | Keith Smith  | Escolta  | Estados Unidos | Loyola Marymount |

## Temporada regular
| División Central    | División Central | División Central | División Central | División Central | División Central | División Central | División Central | División Central |
| Equipo              | G                | P                | %                | PD               | Casa             | Fuera            | Div              |                  |
| ------------------- | ---------------- | ---------------- | ---------------- | ---------------- | ---------------- | ---------------- | ---------------- | ---------------- |
| y-Atlanta Hawks     | 57               | 25               | .695             | –                | 35–6             | 22–19            | 17–13            |                  |
| x-Detroit Pistons   | 52               | 30               | .634             | 5                | 32–9             | 20–21            | 17–13            |                  |
| x-Milwaukee Bucks   | 50               | 32               | .610             | 7                | 32–9             | 18–23            | 17–13            |                  |
| x-Indiana Pacers    | 41               | 41               | .500             | 16               | 28–13            | 13–28            | 13–16            |                  |
| x-Chicago Bulls     | 40               | 42               | .488             | 17               | 29–12            | 11–30            | 17–12            |                  |
| Cleveland Cavaliers | 31               | 51               | .378             | 26               | 25–16            | 6–35             | 8–22             |                  |

## Playoffs

### Primera ronda
Milwaukee Bucks  vs. Philadelphia 76ers
| Fecha       | Partido                                     | Ciudad       |
| ----------- | ------------------------------------------- | ------------ |
| 24 de abril | Milwaukee Bucks 107, Philadelphia 76ers 104 | Milwaukee    |
| 26 de abril | Milwaukee Bucks 122, Philadelphia 76ers 125 | Milwaukee    |
| 29 de abril | Philadelphia 76ers 120, Milwaukee Bucks 121 | Philadelphia |
| 1 de mayo   | Philadelphia 76ers 124, Milwaukee Bucks 118 | Philadelphia |
| 3 de mayo   | Milwaukee Bucks 102, Philadelphia 76ers 89  | Milwaukee    |
|             | Milwaukee Bucks gana las series 3-2         |              |

### Semifinales de Conferencia
Boston Celtics  vs. Milwaukee Bucks
| Fecha      | Partido                                 | Ciudad    |
| ---------- | --------------------------------------- | --------- |
| 5 de mayo  | Boston Celtics 111, Milwaukee Bucks 98  | Boston    |
| 6 de mayo  | Boston Celtics 126, Milwaukee Bucks 124 | Boston    |
| 8 de mayo  | Milwaukee Bucks 126, Boston Celtics 121 | Milwaukee |
| 10 de mayo | Milwaukee Bucks 137, Boston Celtics 138 | Milwaukee |
| 13 de mayo | Boston Celtics 124, Milwaukee Bucks 129 | Boston    |
| 15 de mayo | Milwaukee Bucks 121, Boston Celtics 111 | Milwaukee |
| 17 de mayo | Boston Celtics 119, Milwaukee Bucks 113 | Boston    |
|            | Boston Celtics gana las series 4-3      |           |

## Estadísticas
| Rk | Jugador          | Edad | P  | PT | MP   | TC  | TCI  | %TC  | T3  | T3I | %T3   | TL  | TLI | %TL   | RO  | RD  | RT   | AS  | RB  | TAP | BP  | FP  | PTS  |
| -- | ---------------- | ---- | -- | -- | ---- | --- | ---- | ---- | --- | --- | ----- | --- | --- | ----- | --- | --- | ---- | --- | --- | --- | --- | --- | ---- |
| 1  | Terry Cummings   | 25   | 82 | 77 | 33.8 | 8.9 | 17.4 | .511 | 0.0 | 0.0 | .000  | 3.0 | 4.6 | .662  | 2.6 | 5.9 | 8.5  | 2.8 | 1.6 | 1.0 | 2.1 | 3.6 | 20.8 |
| 2  | Paul Pressey     | 28   | 61 | 60 | 33.7 | 4.8 | 10.1 | .477 | 0.3 | 0.9 | .291  | 4.0 | 5.4 | .738  | 1.6 | 3.2 | 4.9  | 7.2 | 1.8 | 0.8 | 3.0 | 3.5 | 13.9 |
| 3  | Ricky Pierce     | 27   | 79 | 31 | 31.7 | 7.3 | 13.6 | .534 | 0.0 | 0.4 | .107  | 4.9 | 5.6 | .880  | 1.5 | 1.9 | 3.4  | 1.8 | 0.8 | 0.3 | 1.5 | 2.8 | 19.5 |
| 4  | John Lucas       | 33   | 43 | 40 | 31.6 | 6.6 | 14.5 | .457 | 1.1 | 2.9 | .365  | 3.2 | 4.0 | .787  | 0.7 | 2.2 | 2.9  | 6.7 | 1.7 | 0.1 | 2.1 | 1.9 | 17.5 |
| 5  | Jack Sikma       | 31   | 82 | 82 | 30.9 | 4.8 | 10.3 | .463 | 0.0 | 0.0 | .000  | 3.2 | 3.8 | .847  | 2.5 | 7.5 | 10.0 | 2.5 | 1.1 | 1.1 | 2.0 | 4.0 | 12.7 |
| 6  | Craig Hodges     | 26   | 78 | 43 | 27.5 | 4.0 | 8.7  | .462 | 1.1 | 2.9 | .373  | 1.7 | 1.9 | .891  | 0.6 | 1.2 | 1.8  | 3.1 | 1.0 | 0.1 | 1.6 | 2.4 | 10.8 |
| 7  | Sidney Moncrief  | 29   | 39 | 30 | 25.4 | 4.1 | 8.3  | .488 | 0.2 | 0.8 | .258  | 3.5 | 4.2 | .840  | 1.5 | 1.8 | 3.3  | 3.1 | 0.7 | 0.3 | 1.6 | 1.9 | 11.8 |
| 8  | Randy Breuer     | 26   | 76 | 10 | 19.3 | 3.2 | 6.5  | .485 | 0.0 | 0.0 |       | 1.6 | 2.7 | .584  | 1.7 | 2.9 | 4.6  | 0.6 | 0.7 | 0.8 | 1.3 | 3.0 | 7.9  |
| 9  | Jerry Reynolds   | 24   | 58 | 24 | 16.6 | 2.4 | 6.1  | .393 | 0.1 | 0.3 | .333  | 2.0 | 3.2 | .641  | 1.2 | 1.7 | 3.0  | 1.8 | 0.9 | 0.5 | 1.4 | 1.6 | 7.0  |
| 10 | Scott Skiles     | 22   | 13 | 0  | 15.8 | 1.4 | 4.8  | .290 | 0.2 | 1.1 | .214  | 0.8 | 0.9 | .833  | 0.5 | 1.5 | 2.0  | 3.5 | 0.4 | 0.1 | 1.6 | 1.4 | 3.8  |
| 11 | Dudley Bradley   | 29   | 68 | 2  | 13.2 | 1.1 | 3.1  | .357 | 0.2 | 0.7 | .260  | 0.7 | 0.9 | .810  | 0.5 | 1.0 | 1.5  | 1.0 | 1.5 | 0.1 | 0.5 | 1.7 | 3.1  |
| 12 | Junior Bridgeman | 33   | 34 | 4  | 12.3 | 2.3 | 5.0  | .462 | 0.0 | 0.2 | .167  | 0.5 | 0.6 | .800  | 0.4 | 1.1 | 1.5  | 1.0 | 0.3 | 0.1 | 0.4 | 1.5 | 5.1  |
| 13 | Keith Smith      | 22   | 42 | 4  | 11.0 | 1.4 | 3.6  | .380 | 0.1 | 0.2 | .333  | 0.5 | 0.7 | .750  | 0.3 | 0.5 | 0.8  | 1.0 | 0.6 | 0.1 | 0.7 | 1.8 | 3.3  |
| 14 | Paul Mokeski     | 30   | 62 | 3  | 10.1 | 0.8 | 2.1  | .403 | 0.0 | 0.0 | .000  | 0.7 | 1.0 | .719  | 0.7 | 1.5 | 2.2  | 0.4 | 0.3 | 0.2 | 0.4 | 2.0 | 2.4  |
| 15 | Hank McDowell    | 27   | 7  | 0  | 10.0 | 1.1 | 2.4  | .471 | 0.0 | 0.0 |       | 0.9 | 1.0 | .857  | 1.3 | 1.4 | 2.7  | 0.3 | 0.3 | 0.0 | 0.4 | 2.0 | 3.1  |
| 16 | Chris Engler     | 27   | 5  | 0  | 9.6  | 0.6 | 2.4  | .250 | 0.0 | 0.0 |       | 0.2 | 0.2 | 1.000 | 0.6 | 2.6 | 3.2  | 0.6 | 0.2 | 0.2 | 0.0 | 2.0 | 1.4  |
| 17 | Don Collins      | 28   | 6  | 0  | 9.5  | 1.7 | 4.7  | .357 | 0.0 | 0.0 |       | 0.8 | 1.2 | .714  | 1.8 | 0.7 | 2.5  | 0.3 | 0.3 | 0.2 | 0.8 | 1.8 | 4.2  |
| 18 | Mike Glenn       | 31   | 4  | 0  | 8.5  | 1.3 | 3.3  | .385 | 0.0 | 0.0 |       | 1.3 | 1.8 | .714  | 0.0 | 0.5 | 0.5  | 0.3 | 0.3 | 0.0 | 0.0 | 0.8 | 3.8  |
| 19 | Marvin Webster   | 34   | 15 | 0  | 6.8  | 0.7 | 1.3  | .526 | 0.1 | 0.1 | 1.000 | 0.4 | 0.5 | .750  | 0.8 | 0.9 | 1.7  | 0.2 | 0.2 | 0.5 | 0.5 | 1.1 | 1.8  |
| 20 | Jerome Henderson | 27   | 6  | 0  | 6.0  | 0.7 | 2.2  | .308 | 0.0 | 0.0 |       | 0.7 | 0.7 | 1.000 | 0.3 | 0.8 | 1.2  | 0.0 | 0.2 | 0.2 | 1.0 | 2.0 | 2.0  |
| 21 | Kenny Fields     | 24   | 4  | 0  | 5.5  | 1.5 | 2.0  | .750 | 0.0 | 0.0 |       | 0.3 | 1.3 | .200  | 0.0 | 0.5 | 0.5  | 0.3 | 0.3 | 0.0 | 0.3 | 0.8 | 3.3  |
| 22 | Cedric Henderson | 21   | 2  | 0  | 3.0  | 1.0 | 1.5  | .667 | 0.0 | 0.0 |       | 1.0 | 1.0 | 1.000 | 0.5 | 2.0 | 2.5  | 0.0 | 0.0 | 0.0 | 1.5 | 0.5 | 3.0  |

## Galardones y récords
| Jugador/Entrenador | Galardón                               |
| Ricky Pierce       | Mejor Sexto Hombre de la NBA           |
| Paul Pressey       | 2.º Mejor quinteto defensivo de la NBA |